# 岩崎英則
岩崎 英則（いわさき ひでのり、1971年（昭和46年）4月6日 - ）は作曲家、シンセサイザーオペレーター。スクウェア・エニックス所属。静岡県伊東市出身。東京国際大学卒。

## 略歴
1998年（平成10年）にスクウェア（現スクウェア・エニックス）入社。シンセサイザーオペレーターとして活動。『ファイナルファンタジーシリーズ』を含む、様々な作品に参加する。
並行して『フロントミッションシリーズ』にて作曲を担当。現在はシリーズにメインコンポーザーとして携わっている。
THE STAR ONIONSのメンバーとしても活動している。
2009年（平成21年）ファイナルファンタジー・クリスタルクロニクル クリスタルベアラーの音楽を山崎良と共に手がける。

## 作品

### 作曲
- ファイナルファンタジー・クリスタルクロニクル（谷岡久美との連名）
- FRONT MISSION4
- FRONT MISSION ONLINE
- FRONT MISSION5 Scars of the War（福井健一郎との連名）
- ファイナルファンタジー・クリスタルクロニクル クリスタルベアラー（山崎良との連名）
- 千年勇者〜時渡りのトモシビト〜（山崎良との連名）
- ポップアップストーリー 魔法の本と聖樹の学園
- ドラマチックRPG 神つり
- LEFT ALIVE
- ストレンジャー オブ パラダイス ファイナルファンタジー オリジン（水田直志・山崎良との連名）
- チョコボGP
- パラノマサイト FILE23 本所七不思議

### その他
- パラサイトイブ・リミキシーズ：リミックス(VAG40)
- アナザー・マインド：シンセオペレート
- チョコボレーシング ～幻界へのロード～：シンセオペレート
- レーシングラグーン：シンセオペレート・リミックス(VAG40)
- 聖剣伝説 LEGEND OF MANA：シンセオペレート
- デュープリズム：シンセオペレート
- バウンサー：シンセオペレート・ミキシング
- ファイナルファンタジーXI：シンセオペレート・アレンジ
- ファイナルファンタジー・クリスタルクロニクル：シンセオペレート・アレンジ